# Olof Schwan
Olof Schwan, född 18 oktober 1744 i Säters socken, Dalarna, död 15 april 1812 i Kungsholmen, Stockholm, var en svensk orgelbyggare.

## Biografi
Schwan var son till borgmästaren Olof Schwan och Anna Sebenia. Han var lärling hos orgelbyggarna Jonas Gren och Petter Stråhle på kvarteret Vattuormen 51 i Kungsholmens församling, Stockholm. Schwan stannade där fram till deras död 1765. Carl Wåhlström kom sedan att ta över deras verkstad. 1771 var Schwan gesäll hos orgelbyggaren och stolmakaren Jonas Ekengren i Stockholm. 1776/1777, när Wåhlström gick i konkurs och flyttade till Finland, tog Schwan över verkaden och drev den fram till sin död 1812. Han erhöll sina privilegier 1771 och byggde ett 50-tal orgelverk i Sverige, varav bland annat ett i Övedskloster finns bevarat. Han var medlem i Par Bricole och invaldes som ledamot 141 av Kungliga Musikaliska Akademien den 19 februari 1794.
Schwan var kompanjon med orgelbyggaren Mattias Swahlberg den yngre mellan 1777 och 1784. Schwan bosatte sig i Kungsholmen på Kvarteret Vattenormen Nr 51 (senare 5) och kom att bo där fram till sin död då Johan Ewerhardt den yngre tog över.

### Familj
Schwan gifte sig 29 januari 1795 i Stockholm med Margaretha Christina Hult, född 31 augusti 1767 i Falun, död 26 januari 1854 i Kungsholmens församling, Stockholm. Hon var dotter till handelsmannen Arvid Hult och Eva Christina Fontin.

## Medarbetare
- Carl Wester. Han var mellan 1778 och 1780 gesäll hos Schwan.

- Eric Gavelholm (född 1746). Han var 1778 gesäll hos Schwan.

- Jonas Lindström (född 1740). Han var mellan 1778 och 1787 gesäll hos Schwan.[6]

- Simeon Granberg (1751-). Han var mellan 1778 och 1798 gesäll hos Schwan.

- Johan Wendelander (1744–1799).[10] Han var lärling mellan 1778 och 1783 och orgelbyggargesäll mellan 1783 och 1788, mellan 1790 och 1799 hos Schwan.[6][7][8]

- Jacob Westervik. Han var mellan 1780 och 1781 gesäll hos Schwan.

- Magnus Lengqvist (1747–1784).[11] Han var mellan 1780 och 1784 orgelbyggargesäll hos Schwan.

- Johan Fredric Rudberg (född 1760). Han var lärling mellan 1778 och 1781 och gesäll mellan 1782 och 1795 hos Schwan.[6][7][8]

- Anders Palm (född 1760). Han var 1785 gesäll hos Schwan.

- Johan Eric Gren (född 1760). Han var lärling mellan 1778 och 1783 och gesäll mellan 1787 och 1810 hos Schwan.[6][7][8][9] Han var son till orgelbyggaren Jonas Gren.

- Olof Ahlström (1757-). Han var 1787 gesäll hos Schwan.[6]

- Peter Ekengren (född 1771). Han var lärling mellan 1787 och 1789 hos Schwan.[6]

- Anders Fagerberg. Han var gesäll mellan 1789 och 1795 hos Schwan.[6][7][8]

- Lorentz Peter Lorin (1759–1827). Han var gesäll mellan 1788 och 1790 hos Schwan.[6][7]

- Jonas Lindvall (född 1762). Han var gesäll mellan 1789 och 1790 hos Schwan.[6][7]

- Olof Hagqvist (född 1763). Han var gesäll 1789 hos Schwan.[6]

- Anders Ekelöf (född 1755). Han var gesäll 1790 hos Schwan.[7]

- Malmström. Han var gesäll 1792 hos Schwan.[7]

- Grönström. Han var gesäll 1793 hos Schwan.[7]

- Carl. Han var lärling mellan 1793 och 1794 hos Schwan.[7]

- Johan (född 1768). Han var dräng 1793 hos Schwan.[7]

- Gustaf Segersten (född 1782 eller 1785). Han var lärling mellan 1793 och 1803 hos Schwan.[7][8][9]

- Forsberg. Han var dräng 1794 hos Schwan.[7]

- Simon Granberg (född 1751). Han var gesäll mellan 1795 och 1798 hos Schwan.[8]

- Peter Hasselgren (född 1775). Han var gesäll mellan 1796 och 1805 hos Schwan.[8][9]

- Nils Göransson (född 1769). Han var gesäll 1797 hos Schwan.[8]

- Åkerlund (född 1761). Han var 1803 gesäll hos Schwan.[9]

- Magnus Lindqvist (född 1772). Han var 1805 gesäll hos Schwan.[9]

- Gustaf Asker (född 1780). Han var 1805 gesäll hos Schwan.[9]

- Nils Lund (född 1780). Han var 1805 gesäll hos Schwan.[9]

- Jonas (född 1781). Han var 1805 lärling hos Schwan.[9]

- Zacharias Liljefors. Han var mellan 1808 och 1811 gesäll hos Schwan.

- Johan Liljeberg. Han var 1808 gesäll hos Schwan.

- Honor Tellén. Han var 1808 gesäll hos Schwan.

- Johan Berglund. Han var 1808 lärling och 1810 gesäll hos Schwan.

- Carl Engren. Han var 1811 gesäll hos Schwan.

- Johan Berglund. Han var 1811 gesäll hos Schwan.

- Sörman. Han var 1811 gesäll hos Schwan.

## Orglar
| År         | Ursprunglig kyrka                       | Stift      | Bild | Manualer | Pedal        | Stämmor | Bevarad orgel/fasad | Övrigt |
| ---------- | --------------------------------------- | ---------- | ---- | -------- | ------------ | ------- | ------------------- | --- |
| 1767       | Tövsala kyrka                           | Finland    |      | 1        |              | 11      | Nej/Ja              | Tillsammans med Carl Wåhlström. |
| 1767       | Rimito kyrka                            | Finland    |      | 1        |              | 8       | Nej/Ja              | Nu i Kortesjärvi kyrka. Tillsammans med Carl Wåhlström. |
| 1768       | Ilmola kyrka                            | Finland    |      | 1        |              | 8       | Nej/Ja              | Nu i Replot kyrka. Tillsammans med Carl Wåhlström. |
| 1775       | Sankt Olai kyrka                        | Linköpings |      | 2        | Självständig | 33      | Nej/Ja              | En ny orgel byggdes 1872 av Sven Nordström och Erik Nordström, Flisby. |
| 1776       | Sankta Katarina kyrka, Sankt Petersburg | Ryssland   |      | 1        | Bihängd      | 8       | Nej/Nej             | Carl Wirth ombyggde orgeln 1833 (19/II) med ny fasad. 1875 såldes orgeln till Mörskoms kyrka (Myrskylä). |
| 1777       | Ösmo kyrka                              | Strängnäs  |      |          |              |         |                     | Senare i Nynäs gårds kapell. |
| 1778       | Torups kyrka                            | Göteborgs  |      |          |              | 8       | Nej/Ja              | Orgeln flyttades från gamla till nya kyrkan 1871. En ny orgel byggdes 1906 av Eskil Lundén, Göteborg. Schwans fasad finns bevarad i kyrkan. |
| 1778       | Maria Magdalena kyrka, Stockholm        | Strängnäs  |      |          |              |         |                     | |
| 1774-1779  | Växjö domkyrka                          | Växjö      |      |          |              | 33      | Ja/Ja               | Orgeln påbörjade 1774 av Lars Wahlberg. Den fullbordades 1779 av Schwan. En ny orgel byggdes 1885 av Åkerman & Lund, Stockholm. 1887 såldes delar av Schwans/Wahlbergs orgel till Slätthögs kyrka. Fasaden från 1779 års orgel står kvar i domkyrkan.                                                                                              |
| 1780-talet | Odensala kyrka                          | Uppsala    |      |          |              | 10      | Nej/Nej             | Orgeln byggdes av Jonas Ekengren och Schwan. En ny orgel byggdes 1896 av Åkerman & Lunds Orgelfabriks AB, Stockholm. |
| 1780       | Tyska kyrkan, Stockholm                 |            |      |          |              |         |                     | |
| 1781       | Ängsö kyrka                             | Västerås   |      | 1        | Bihängd      | 6       | Ja/Ja               | Orgelns disposition har förändrats 1867 av Johan Adolf Lundell, Teda och 1923 av Åkerman & Lund, Sundbybergs köping. |
| 1782       | Adolf Fredriks kyrka                    |            |      |          |              |         |                     | |
| 1783       | Hökhuvuds kyrka                         | Uppsala    |      | 1        | Bihängd      | 8       | Ja (delvis)/Ja      | Byggd tillsammans med Mattias Swahlberg den yngre, Stockholm. Orgeln byggdes om 1857 av Carl Erik Granlund, Enköping då stämmorna Qvinta 3 och Scharf III byttes ut mot Fugara 8' och Fleut d'Amour 8'. 1936 konserverades orgeln av Olof Hammarberg, Göteborg.                                                                                    |
| 1783       | Börstils kyrka                          | Uppsala    |      | 1        | Bihängd      | 12      | Ja/Ja               | Orgeln byggdes om 1933 av Johan Vesterlund, Lövstabruk, då orgeln fick en andra manual med 4 stämmor och en pedal med Subbas 16'. Utökningarna byggdes som tachenlådor och väderlådan pneumatiserades. Orgeln restaurerades 1978–1979 av A. Magnussons Orgelbyggeri AB, Mölnlycke.                                                                 |
| 1784       | Sjundeå kyrka                           | Finland    |      | 1        |              | 11      | Nej/Nej             | |
| 1785       | Gunnilbo kyrka                          | Västerås   |      |          |              | 7       | Nej/Ja              | Flyttades 1875 till Kungs-Barkarö kyrka. Ny orgel byggdes 1896. |
| 1787       | Skäfthammars kyrka                      | Uppsala    |      | 1        |              | 6       | Nej/Nej             | En ny orgel byggdes 1893 av E A Setterquist & Son, Örebro. |
| 1787       | Mariefreds kyrka                        | Strängnäs  |      |          |              |         |                     | |
| 1787       | Ormesberga kyrka                        | Växjö      |      |          |              | 7 1⁄2   | Nej/Ja              | 1907 byggdes en ny orgel av Emil Wirell, Växjö. |
| 1780-talet | Stockholms frimurarlogen                |            |      |          |              |         |                     | Senare i Vagnhärads kyrka. |
| 1791       | Nagu kyrka                              | Finland    |      | 1        |              | 15      | Ja/Ja               | |
| 1791       | Esbo gamla kyrka                        | Finland    |      | 1        |              | 12      | Nej/Nej             | |
| 1792       | Finska kyrkan                           |            |      |          |              |         | Ja/Ja               | |
| 1792       | Helgarö kyrka                           | Strängnäs  |      |          |              |         |                     | |
| 1794       | Turinge kyrka                           | Strängnäs  |      |          |              |         |                     | |
| 1794       | Danderyds kyrka                         |            |      |          |              |         |                     | |
| 1797       | Sankt Petri kyrka, Malmö                | Lunds      |      |          |              | 34      | Nej/Ja              | 1914 byggdes en ny orgel E F Walcker & Co, Ludwigsburg, Tyskland. Ryggpositivets fasad är från 1951, ritad av Eiler Graebe. |
| 1798       | Storkyrkan                              |            |      |          |              |         |                     | |
| 1798       | Vichtis kyrka                           | Finland    |      | 1        |              | 13      | Nej/Nej             | |
| 1799       | Borgå domkyrka                          | Finland    |      | 2        |              | 24      | Nej/Ja              | |
| 1800       | Sankt Michels gamla socken kyrka        | Finland    |      | 1        |              | 12      | Nej/Nej             | |
| 1800       | Väsby kyrka                             | Lunds      |      |          |              |         | Nej/Nej             | En ny orgel byggdes 1886 av Salomon Molander & Co, Göteborg. |
| 1801       | Norrtälje kyrka                         | Uppsala    |      |          |              | 10      | Nej/Nej             | Orgeln flyttades 1870 till Films kyrka där den sattes upp av Åkerman & Lund, Stockholm. En ny orgel byggdes 1896 av Anders Victor Lundahl, Stockholm. |
| 1802       | Simonstorps kyrka                       | Linköping  |      |          |              |         | Nej/?               | En ny orgel byggdes 1842 av Pehr Zacharias Strand, Stockholm. |
| 1803       | Västerfärnebo kyrka                     | Västerås   |      | 2        | Bihängd      | 17      | Nej/Nej             | Ny orgel byggdes 1891. |
| 1804       | Sankt Laurentii kyrka, Falkenberg       | Göteborgs  |      |          |              | 7       | Nej/Nej             | En ny orgel byggdes 1954 av Olof Hammarberg, Göteborg. |
| 1805/1806  | Vaksala kyrka                           | Uppsala    |      |          |              |         | Ja (delvis)/Ja      | Fasaden är ritades av Olof Tempelman. Orgeln byggdes om 1936 av Bo Wedrup, Uppsala. En ny orgel byggdes 1985 av Grönlunds Orgelbyggeri AB, Gammelstad. |
| 1805       | Badelunda kyrka                         | Västerås   |      |          |              | 7 1/2   | Nej/Nej             | Ny orgel byggdes 1893. |
| 1805       | Vaxholms kyrka                          | Stockholm  |      |          |              | 13      | Nej/Nej             | Orgeln revs 1896 och ny byggdes 1908 av E A Setterquist & Son, Örebro |
| 1806       | Öveds kyrka                             | Lunds      |      | 1        | Bihängd      | 10      | Ja/Ja               | Orgeln renoverades 1948 av Th Frobenius & Co, Lyngby, Danmark. |
| 1807       | Spinnhuskyrkan, Stockholm               |            |      |          |              |         |                     | |
| 1807       | Ramsbergs kyrka                         | Västerås   |      | 2        | Bihängd      | 15      | Nej/?               | Ny orgel byggdes 1864. |
| 1808       | Ramsta kyrka                            | Uppsala    |      |          |              | 7 1⁄2'  | Nej/Nej             | En ny orgel byggdes 1932 av E A Setterquist & Son, Örebro. |
| 1809       | Rinkaby kyrka, Närke                    | Strängnäs  |      |          |              |         |                     | |
| 1810       | Norrsunda kyrka                         | Uppsala    |      |          |              | 6       | Nej/Ja              | Fasaden är ritad av Olof Tempelman och orgeln placerades vid Sparreska gravkoret. Orgeln reparerades och ombyggdes 1832 och 1882. 1902 flyttades orgeln till ett podium i kyrkans västparti av Åkerman & Lund, Sundbybergs köping. En ny orgel byggdes 1918 av Åkerman & Lund. Fasaden står idag i Sparreska gravkoret.                            |
| 1811       | Allerums kyrka                          | Lunds      |      |          |              | 10      | Nej/Nej             | En ny flyttade hit 1907 från S:t Johanneskyrkan, Göteborg. Den orgel var byggd 1873 av Johan Nicolaus Söderling, Göteborg. |
| 1811/1812  | Skepptuna kyrka                         | Uppsala    |      |          |              | 8 1⁄2   | Nej/Nej             | En ny orgel byggdes 1907 av Erik Henrik Eriksson, Gävle. |
| 1811-1813  | Lerums kyrka                            | Göteborgs  |      |          |              | 6       | Nej/Nej             | Orgeln påbörjades 1811 av Schwan. Orgeln fullbordades 1813 av Johan Ewerhardt den yngre. En ny orgel byggdes 1900 av Johannes Magnusson, Göteborg. |
| 1812       | Säters kyrka                            | Västerås   |      | 2        | Bihängd      | 16      | Nej/Nej             | Ny orgel byggdes 1903. |
| 1812-1816  | Göteborgs domkyrka                      | Göteborgs  |      |          |              | 42      | Nej/Ja              | Orgeln påbörjades 1812 av Schwan. Den fullbordades 1816 av Johan Ewerhardt den yngre. 1824 förändrades orgeln av Pehr Zacharias Strand, Stockholm och 1839 av Gustaf Andersson, Stockholm. 1849 och 1864 utbyggdes och ombyggdes orgeln av Marcussen & Sön, Aabenraa, Danmark till 51 stämmor. En ny orgel byggdes 1904 av Eskil Lundén, Göteborg. |
| 1813       | Kristdala kyrka                         | Linköpings |      | 1        | Självständig | 17      | Nej/Ja              | Orgeln fullbordades av Pehr Strand. En ny orgel byggdes 1935 av A Mårtenssons Orgelfabrik AB, Lund. |
| 1812       | Botkyrka kyrka                          |            |      |          |              |         |                     | Orgeln fullbordades av Johan Ewerhardt den yngre och Zacharias Liljefors. |

### Reparationer och ombyggnationer
| År   | Ursprunglig kyrka | Stift   | Bild | Manualer | Pedal        | Stämmor | Bevarad orgel/fasad | Övrigt |
| ---- | ----------------- | ------- | ---- | -------- | ------------ | ------- | ------------------- | --- |
| 1773 | Lövstabruks kyrka | Uppsala |      | 2        | Självständig | 28      | Ja/Ja               | Orgeln renoverades 1773 av Schwan. Den var byggd 1726–1728 av Johan Niclas Cahman, Stockholm. Den renoverades även 1858. År 1900 gjordes orgeln ospelbar. 1933–1934 gjordes den spelbar av John Vesterlund, Lövstabruk. 1963–1964 restaurerades den av Marcussen & Sön, Aabenraa, Danmark.                                                         |
| 1780 | Bälinge kyrka     | Uppsala |      | 1        | Bihängd      | 11      | Ja/Ja               | Schwan flyttade en orgel 1788 från Stockholms storkyrka till Bälinge kyrka. Orgeln byggdes ursprungligen som ryggpositiv 1632–1640 av Philip Eisenmenger och George Herman, Södertälje. 1690–1698 byggdes orgeln om av Georg Woitzig, Stockholm och 1713 av Johan Niclas Cahman, Stockholm. 1955 reparerades orgeln av Bröderna Moberg, Sandviken. |